# Contact Point
Contact Point är en udde i Antarktis. Den ligger i Västantarktis. Argentina, Chile och Storbritannien gör anspråk på området.
Terrängen inåt land är kuperad västerut, men åt sydost är den platt. Havet är nära Contact Point åt nordost. Trakten är glest befolkad. Närmaste befolkade plats är Esperanza Base, 2,9 kilometer söder om Contact Point.